# Королева Земли
«Королева Земли» (англ. Queen of Earth) — независимый фильм режиссёра Алекса Росса Перри. Премьера состоялась 7 февраля 2015 года на Берлинском кинофестивале. IFC Films приобрела права на показ фильма и выпустила его в ограниченный прокат в августе того же года.

## Сюжет
Кэтрин и Джинни — подруги детства, которые проводят вместе время в домике у озера, так же как и в прошлом году. Однако на этот раз их отдых омрачён скорбью Кэтрин в связи со смертью её отца. Кэтрин и Джинни чувствуют, что отдаляются друг от друга. В это время к одной из них приходит старый приятель Рич.

## В ролях
| Актёр            | Роль                      |
| ---------------- | ------------------------- |
| Элизабет Мосс    | Кэтрин Хьюитт             |
| Кэтрин Уотерстон | Вирджиния «Джинни» Лоуэлл |
| Патрик Фьюгит    | Рич                       |
| Кейт Лин Шейл    | Мишелль                   |

## Производство
30 июля 2014 года Алекс Росс Перри объявил о намерении снять психологический триллер по своему сценарию о двух женщинах, живущих в доме на берегу, с Элизабет Мосс в главной роли и Джо Суонбергом в качестве продюсера. 21 августа Мишель Докери была утверждена на вторую главную роль. 17 сентября Кэтрин Уотерстон была выбрана на замену Докери, которая покинула проект из-за конфликтов в графике съёмок. 18 сентября Патрик Фьюгит присоединился к актёрскому составу, получив роль друга одной из главных героинь.
Съёмки проходили в городке Кармел недалеко от Нью-Йорка в сентябре 2014 года.